# Finlandia en los Juegos Paralímpicos de Pyeongchang 2018
Finlandia estuvo representada en los Juegos Paralímpicos de Pyeongchang 2018 por trece deportistas, diez hombres y tres mujeres.

## Medallistas
El equipo paralímpico finlandés obtuvo las siguientes medallas:
| Nombre            | Deporte        | Evento                            |
| ----------------- | -------------- | --------------------------------- |
| Oro               |                |                                   |
| Matti Suur-Hamari | Snowboard      | Campo a través SB-LL2 masculino   |
| Plata             |                |                                   |
| —                 |                |                                   |
| Bronce            |                |                                   |
| Matti Suur-Hamari | Snowboard      | Eslalon SB-LL2 masculino          |
| Ilkka Tuomisto    | Esquí de fondo | 1,5 km velocidad de pie masculino |